# Need for Speed: ProStreet
Need for Speed: ProStreet es un videojuego de carreras de 2007, perteneciente la saga de videojuegos de carreras Need for Speed. Fue oficialmente anunciado el 14 de noviembre de 2007.

## Argumento
El juego comienza cuando Ryan Cooper, un excorredor callejero entra a un día de desafío para clasificar al evento de novatos Battle Machine con un Nissan 240SX (de rendimiento bajo) y lo gana. Ryo Watanabe, el Showdown King, se burla de Ryan por ganar diciendo que solo fue suerte. 
Luego de eso, entra a Battle Machine y la domina perfectamente. Después sigue con "React Team Sessions". Luego de dominar React Team Sessions sigue con Super Promotion. Hay otras organizaciones para cada evento como Noise Bomb para Derrapes, G Effect para carreras Grip, Rogue Speed para Drag, y Nitrocide para Desafíos de Velocidad. Cada organización tiene un equipo de elite: en G Effect está GripRunners (equipo de Ray Krieger, el Rey del Grip), en Noise Bomb está TougeUnion (equipo de Aki Kimura, el Rey del Drift), en Rogue Speed está AfterMix (equipo de Karol Monroe, la Reina del Drag), en Nitrocide está BoxCut (equipo de Nate Denver, el Rey de la Velocidad), y por último Apex Glide (el equipo de Ryo Watanabe, el Showdown King) el mejor equipo del juego. Si rompes suficientes récords de cada evento (10 de cada uno), recibes invitaciones para desafiar a los cuatro reyes Ray Krieger (BMW M3 E92), Karol Monroe (Ford Mustang GT '06), Aki Kimura (Mazda RX-7) y Nate Denver (Pontiac GTO '65). Si ganas, obtienes sus coronas, sus autos y $50.000 por cada uno. Para enfrentar a Ryo Watanabe (Mitsubishi Lancer Evolution X) debes dominar los 3 Showdowns (No hace falta ganarle a todos los reyes para enfrentar a Ryo). Si ganas, obtienes la corona, el auto y $300.000. Luego de ganarle a Ryo, Apex Glide abandona a Ryo. Ryan Cooper obtiene la corona de Street King y se convierte en el mejor conductor de todos.

## Jugabilidad
Need for Speed: Pro Street ha tomado la serie Need for Speed en una dirección diferente de un juego de la serie de Carbono. A diferencia de anteriores versiones de Need for Speed Underground, Most Wanted y Carbono, en donde se establecen las carreras de escenas en torno a las calles con tráfico en movimiento, en todas las carreras ProStreet se tiene lugar únicamente en las pistas cerradas, por lo que fue el primer juego desde Need for Speed 2 que no está basado en carreras ilegales y no aparece la policía. Las opciones de modificación son mayores en comparación con las versiones anteriores, especialmente el Autosculpt. A diferencia de Carbono, en la que sólo algunas carrocerías puede ser modificado mediante Autosculpt, esto puede ser ahora aplicado a todas las carrocerías, incluyendo parachoques y faldones. Además, en todas las mejoras a través de Autosculpt, los coches mejoran su aerodinámica.
La versión en línea es mucho mejor y más emocionante para el jugador por la razón de que es mucho más competitivo para el jugador experto.

### Acerca del juego
El 21 de mayo de 2007 salió el Teaser Trailer, dando muy pocos detalles del juego, posteriormente el 31 del mismo mes salió el primer Tráiler del juego dejando ver a dos Mazda RX-7 haciendo "Drift". Al parecer los detalles han sido muy espectaculares pues ahora los automóviles sufrirán daños reales, no como los pasados títulos donde solo se les hacían unos pequeños rayones, ahora se despedazan y vuelcan (totalmente destructivos). Añade un nuevo formato de competición introduciendo el día de carrera donde se recogen varias modalidades de carrera en un mismo evento el jugador debe participar en distintas carreras para sumar puntos y así superar el evento.
Añade nuevas modalidades de competición como weele que consiste en mantener el coche a dos ruedas el máximo tiempo posible.
En el juego debemos derrotar al Speed King ('65 Pontiac GTO) Nate Denver de la organización "Nitrocide", Drag King ('04 Ford Mustang GT) Karol Monroe de la organización "Rogue Speed", Drift King ('95 Mazda RX-7) Aki Kimura de la organización "Noise Bomb", Grip King ('07 BMW M3 E92) Ray Krieger de la organización "GEffect" y el Showdown King ('07 Mitsubishi Lancer Evolution X) Ryo Watanabe que pertenece a "Showdown", para ser el Street King .

### Fecha de lanzamiento
Fue lanzado a la venta el 14 de noviembre de 2007 para las plataformas PlayStation 2, PlayStation 3, Xbox 360, Wii, PC, PlayStation Portable y Nintendo DS.

### Lista de autos
- 2002 Acura NSX NA2*

- 1998 Acura Integra LS DC2*

- 1999 Acura Integra Type R DC2*

- 2001 Acura RSX Type S DC5*

- 2004 Aston Martin DB9*

- 2005 Aston Martin DBR9 GT1*

- 2006 Audi R8 4.2 FSI Quattro*

- 2006 Audi RS4 B7*

- 2004 Audi S4 B7

- 2006 Audi TT 3.2 Quattro 8J*

- 2006 Audi S3 8P

- 2007 BMW M3 E92

- 2000 BMW M3 E46

- 2006 BMW Z4 M E86*

- 2005 Bugatti Veyron 16.4*

- 2006 Cadillac CTS-V

- 1966 Chevrolet Camaro SS 396

- 2006 Chevrolet Camaro Concept*

- 2004 Chevrolet Cobalt SS

- 1967 Chevrolet Corvette "Sting Ray" 427 C2*

- 2005 Chevrolet Corvette Z06 C6

- 2005 Chevrolet Corvette C6

- 1970 Chevrolet Chevelle SS 454

- 1971 Dodge Challenger R/T 440

- 1969 Dodge Charger R/T 426

- 2002 Dodge Viper SRT10 ZB-I

- 2006 Dodge Challenger Concept*

- 1992 Ford Escort RS Cosworth

- 2005 Ford Focus ST

- 2004 Ford GT 5.4 i V8

- 1999 Ford Mustang GT SN95-II*

- 2004 Ford Mustang GT S197

- 1967 Shelby Mustang GT500 428

- 2006 Ford Shelby GT500 S-197 I

- 2006 Honda Civic Si FG2*

- 1996 Honda Civic CX EJ6

- 1999 Honda S2000 AP1*

- 2002 Infiniti G35 (V35)

- 2006 Koenigsegg CCX*

- 2006 Lamborghini Murciélago LP640

- 2007 Lamborghini Gallardo Superlegera*

- 1993 Lancia Delta HF Integrale Evoluzione II*

- 2005 Lexus IS350 GSE21*

- 2004 Lotus Elise 111R S2

- 1992 Mazda RX-7 FD3S

- 2006 Mazda RX-8 SE3P-II

- 2006 Mazda 3 Speed BK

- 1992 McLaren F1 6.1 i V12*

- 2003 Mercedes Benz SL65 AMG R230*

- 1997 Mitsubishi Eclipse GSX D33A

- 2005 Mitsubishi Lancer Evolution IX MR-Edition CT9A

- 2007 Mitsubishi Lancer Evolution X MR CZ4A

- 1989 Nissan 240SX SE (S13)

- 2005 Nissan 350Z Grand Touring Z33

- 2005 Nissan GT-R PROTO R35

- 2007 Nissan GT-R CBA-R35

- 1999 Nissan Silvia Spec R Aero S15

- 1999 Nissan Skyline GT-R R34 V-Spec I

- 2005 Pagani Zonda F

- 1969 Plymouth Road Runner 383*

- 1970 Plymouth Hemi 'Cuda

- 1965 Pontiac GTO 389

- 2005 Pontiac GTO

- 2006 Pontiac Solstice GPX*

- 2005 Porsche Cayman S 987.1

- 2006 Porsche 911 Turbo 997

- 2006 Porsche 911 GT2 997*

- 2006 Porsche 911 GT3 997*

- 2006 Porsche 911 GT3 RS 997*

- 2003 Porsche Carrera GT 980*

- 2005 Seat León Cupra 1P*

- 2006 Subaru Impreza WRX STi GDB-F

- 1986 Toyota Corolla GT-S AE86

- 1998 Toyota Supra Turbo Targa S2 A80

- 2005 Volkswagen Golf R32 MK-5

- 2004 Volkswagen Golf GTI MK-5

(*) No disponibles para las versiones de PS2 y Wii.

## Requisitos para PC

### Requisitos mínimos
- Procesador: 2,4 GHz o superior
- Memoria: 512 MB (1 GB para Windows Vista y Windows 7)
- Vídeo: 128 MB
- Espacio libre en disco: 8,1 GB
- Sistemas operativos Windows XP, Windows Vista o Windows 7.
- DirectX 9.0c
- Lector de DVD con velocidad de 8X o mayor
- DirectX 9.0c junio de 2007 (incluido)
- Tarjeta de sonido compatible con DirectX

### Requisitos recomendados
- Procesador: 1,0 GHz
- Memoria: 1,0 GB
- Vídeo: 256 MB
- Espacio libre en disco: 8,1 GB

## Banda sonora
- Airbourne - Blackjack
- Avenged Sevenfold - Almost Easy
- Bloc Party - Prayer (Does It Offend You, Yeah? Remix)
- Chromeo - Fancy Footwork (Guns 'n Bombs Remix)
- Clutch - Power Player
- CSS - Odio Odio Odio Sorry C
- Datarock - I Used to Dance With My Daddy (Karma Harvest Mix)
- Digitalism - Pogo
- Dude 'n Nem - Watch My Feet
- DUNE - A Blast Beat
- The Faint - Dropkick The Punks
- Foreign Islands - We Know You Know It
- The Horrors - Draw Japan
- Junkie XL - Bezel
- Junkie XL - Brake Pipe and Hose
- Junkie XL - Castellated Nut
- Junkie XL - Decalomainia
- Junkie XL - Noise Bomb (Nachem)
- Junkie XL feat Lauren Rocket - More
- Junkie XL feat Lauren Rocket - More (Junk O Flamenco Remix)
- Junkie XL feat Lauren Rocket - More (Junk O Punk Remix)
- Junkie XL feat Lauren Rocket - More (Junk O Rock Remix)
- Klaxons - Atlantis To Interzone
- MSTRKRFT - Neon Knights
- Neon Plastix - On Fire
- Peaches - Boys Wanna Be Her (Tommie Sunshine's Brooklyn Fire Retouch)
- Plan B - No Good (Chase & Status and Benni G Remix)
- Plan B feat Epic Man - More is Enough
- The Rapture - The Sound
- Smallwhitelight - Spite
- The Toxic Avenger - Escape (Bloody Beetroots Remix)
- TV On The Radio - Wolf Like Me
- UNKLE feat Josh Homme - Restless
- We Are Wolves - Fight and Kiss
- Wiley - Bow E3
- Wolfmother - Pyramid
- Yeah Yeah Yeahs - Kiss Kiss
- Year Long Disaster - Leda Atomica
- Yelle - À Cause des Garçons (Riot in Belgium Remix)